# Obibythere
Obibythere is een geslacht van kreeftachtigen uit de klasse van de Ostracoda (mosselkreeftjes).

## Soort
- Obibythere caudisrinata Schornikov & Mikhailova, 1990